# Меркитская крепость
Меркитская крепость или Шара-Тэбсэг (бур. Шара-Тэбсэг — жёлтая или золотая площадка) — культовое святилище, находящееся в 5 км восточнее реки Хилок на юго-западных отрогах хребта Цаган-Дабан на границе трёх районов Республики Бурятии — Мухоршибирского, Тарбагатайского и Селенгинского, в 110 км от города Улан-Удэ. Открыт памятник в 1920-е годы В. В. Поповым, который дал местонахождению название Шара-Тэбсэг. В настоящий момент это самый крупный культовый объект в Западном Забайкалье. В научно-справочной литературе он описывается как «памятник ритуально-культовой деятельности древнего населения». Датируется концом бронзового века и имеет научно-историческую и рекреационную ценность.
Меркитская крепость является природным сооружением со следами деятельности человека, представляет собой сложный комплекс элементов горного ландшафта и рукотворных конструкций, включая руины стен, эоловые формы рельефа, цепи хребтов, напоминающие оборонительные земляные валы и рвы. Рукотворные строения представлены конструкциями, построенными из необработанных скальных обломков: три стенки и три вала, а также скальный обломок закреплённый в вертикальном положении на одной из плоских площадках Меркитской крепости. Остальные объекты природного происхождения.
С помощью рукотворных и природных конструкций производилась организация сакрального пространства на памятнике. По мнению В. И. Ташака и Ю. Е. Антоновой, святилище могло использоваться для астрономических наблюдений в дни зимнего и летнего солнцестояния. В 1901 году подобная идея об астрономической ориентации британского Стоунхенджа была доказана астрономом Норманом Локьером.
По мнению А. В. Тиваненко, это сооружение было крепостью меркитов. Выдвигались предположения, что известная из «Сокровенного сказания монголов» крепость Тайлахан — это и есть Меркитская крепость. Проведённые позднее исследования В. И. Ташака и Ю. Е. Антоновой на местонахождении не выявили материалов характерных для долговременных стоянок. А. В. Тиваненко предполагал, что в крепости могло укрыться население долин Тугнуя и Хилка, но по археологическим данным такое количество людей одновременно здесь никогда не находилось.
Археологический объект является одним из популярных туристических маршрутов, который благодаря СМИ и туроператорам известен под названием Меркитская крепость. Неорганизованные туристические маршруты на памятнике существуют более 30 лет. В сезон — в мае и июне, когда цветёт абрикос, археологический объект посещают около 4000-4500 туристов. С 2021 года на территории Меркитской крепости началось строительство и облагораживание экотроп и веломаршрутов в рамках строительства туристического экопарка «Меркитская крепость». На 2023 год по территории объекта проходят две экотропы общей длиной 9 км, а также два веломаршрута. В мае 2025 года был открыт новый этнокомплекс «Созвездие Великой степи», в рамках которого туристам демонстрируется гуннская землянка и несколько юрт (меркитская, тюркская, монгольская и бурятская). До Меркитской крепости не ходит общественный транспорт, добраться можно либо на своей машине, либо с экскурсией. Подъём на вершину занимает два — три часа.
Археологический объект оброс легендами. Согласно одной такой легенде, меркиты прятали похищенную первую жену Чингисхана — Бортэ в одной из пещер крепости. Чтобы освободить жену, Чингисхан привёл сюда четырёхтысячное войско и, осадив стены крепости, взял её штурмом. После этого мужчин меркитов, выше колеса телеги, казнили, а женщин и детей роздали по другим племенам. Таким образом племя меркитов перестало существовать.

## Географическое положение
Меркитская крепость административно расположена в Тарбагатайском районе Республики Бурятии, фактически находится на территории Мухоршибирского района, в устьевой части Тугнуйско-Сухаринской долины в 5 км на восток от реки Хилок на юго-западных отрогах хребта Цаган-Дабан на горе Ореховая (Шара Тэбсэг), в 110 км от города Улан-Удэ или в 17 км от села Барыкино. Недалеко от памятника находится граница трёх районов Бурятии — Мухоршибирского, Тарбагатайского и Селенгинского.
К территории памятника «Меркитская крепость» относят смешанные группы могил бронзового и железного века Хайласын, природные и искусственные объекты ландшафта — руины стен, эоловые формы рельефа, цепи хребтов, напоминающие оборонительные земляные валы и рвы.
Самая нижняя точка памятника находится на высоте 150 м от уровня реки Хилок, а самая высокая точка возвышается более чем на 400 м. В площадь памятника входит весь горный отрог хребта, включая некоторые массивы скал и склоны, растянувшиеся с юга на сервер более чем на 880 м. С востока на запад памятник протягивается на 200 м, включая территорию подножия скал, и до 350 м, если измерять по подножию склонов отрога. Перепад высот от подножия склонов до высших точек составляет более 260 м.
По склонам хребта растёт сибирский абрикос, багульник и карагана (по-бурятски и на монгольском — алтаргана). Сибирский абрикос, или «дэбэнский орех», цветёт в первой декаде или в конце мая, если весна была холодной, одну или, за редким исключением, две недели. В пищу эти абрикосы не очень пригодны из-за их кислого вкуса — они не успевают созреть за очень короткое лето. Также здесь произрастает волчья ягода, морошка, горный лук. Среди животного мира водятся манулы, даурские ежи, горная куница, здесь же гнездится орлан-белохвост.

## История открытия, исследования и происхождение названия
Археологический объект открыт в 1920-е годы В. В. Поповым, который совместно с Б. Тогмитовым совершил восхождение на гору. Название памятнику «Шара-Тэбсэг» дал В. В. Попов. В переводе с бурятского и монгольского Шара-Тэбсэг означает «жёлтая или золотая площадка (столик)». В. В. Попов рассматривал местонахождение как крупный археологический комплекс включающий остатки каменных (стенки, валы) и погребальных (курганы-керексуры, плиточные могилы) сооружений. После публикации отчёта В. В. Попова и до конца XX века памятник больше нигде не упоминался и каких-либо широкомасштабных исследований на нём не проводилось.
Благодаря СМИ и туроператорам, археологический объект получил известность под названием «Меркитская крепость». Это название возникло из публикаций археолога А. В. Тиваненко, который ошибочно посчитал что сделал открытие, попав сюда впервые в конце XX века. В 1988 году А. В. Тиваненко совместно с лаборантом БИОН СО РАН И. А. Батуевым совершил восхождение на хребет Цаган-Дабан, где увидел древнюю тропу и стенки. А. В. Тиваненко предполагал, что на этом месте в средневековье была крепость племени меркитов. Некоторые естественные элементы ландшафта в его публикации представлялись как рукотворные. А. В. Тиваненко в своей статье о Меркитской крепости, опубликованной в «Правде Бурятии», упоминал рукопись Г. Л. Ленхобоева 1952 года, в которой приводилась легенда о похищение жены Чингисхана меркитами и где описывался дворец меркитов, который по описанию похож с Меркитской крепостью.
В 1990-е годы и в первое десятилетие 2000-х годов памятник археологии начал обрастать современными «легендами», которые опирались на представлении о ряде естественных элементов ландшафта как о рукотворных. В научной справочной литературе местонахождение описывается исследователями как «памятник ритуально-культовой деятельности древнего населения». В первой половины 1990-х годов Меркитская крепость начала продвигаться как место активной и познавательной деятельности.
В 2010 году группой школьников в одной из пещер были обнаружены буддийские танка. Их, скорее всего, спрятали в 1930—1940 годах буддийские ламы, когда происходило разрушение местных дацанов. Сначала школьники забрали свитки с собой, но позднее они все были возвращены на место.
В 2012 году началось детальное изучение Меркитской крепости. В результате исследований получилось изучить расположение отдельных участков каменных стен до 500 м вглубь склонов хребта. Исследователями был поставлен шурф. При раскопках обнаружены фрагменты керамики толщиной не более 5 мм, с большим количеством отощителя, со следами шнурового технического декора, что обычно для эпох бронзового и раннего железного веков Забайкалья. Находки в шурфе единичны, поэтому по ним трудно судить о возрасте или культурной принадлежности объекта.
В. И. Ташак и Ю. Е. Антонова предполагали, что аналогично святилищу Гэр-Шулуун (расположенному в 1 км на север от Шара-Тэбсэг), Меркитская крепость датируется концом бронзового века. Есть предположения, что рукотворные каменные постройки были построены в бронзовом веке или более 3 тыс. лет назад племенами, сходными по культуре с предками корейцев. По мнению А. В. Тиваненко объект относится к XII—XIII векам.

## Археологический объект «Меркитская крепость»
Археологический объект представляет собой сложный комплекс элементов горного ландшафта и рукотворных конструкций, не изученных в полном объёме. С помощью этих конструкций производилась организация сакрального пространства. По методу строительства стен Меркитская крепость является древнейшим фортификационным сооружением в Забайкалье, причём эти строения можно отнести к ритуальным сооружениям. Меркитская крепость один из самых крупных культовых объектов в Западном Забайкалье. Археологический объект имеет научно-историческую и рекреационную ценность.
Рукотворные строения на археологическом объекте представлены линейными конструкциями, сооружёнными из необработанных скальных обломков: стенки из поставленных вертикально и закреплённых у основания плоских скальных обломков и валы, сложенные из необработанных скальных обломков. Всего найдено три рукотворные стенки и три рукотворных вала. Дополнительно выделяется скальный обломок закреплённый в вертикальном положении. Остальные объекты на памятнике являются природными: три площадки на вершинах скал, каменный жёлоб. По мнению В. И. Ташака и Ю. Е. Антоновой каменные валы использовались для ограждения сакральной территории, представленных тремя плоскими площадками на вершинах скал, и соединения скал в единую цепь или стену.

### Структурные элементы в районе первой площадки
В южной части археологического объекта В. И. Ташаком и Ю. Е. Антоновой были выделены три рукотворных объекта и один естественный: две стенки, представленные вертикально поставленными плитчатыми и брусковидными скальными обломками, вал, сложенный из скальных обломков и естественный жёлоб в скале. Здесь В. И. Ташаком и Ю. Е. Антоновой также выделяется площадка на плоской вершине как организованное и выделенное ритуальное пространство.
Возле южного подножия отрога находится первая невысокая каменная стенка, сложенная из вертикально установленных плит. На поверхности она прослеживается по задернованным крепидам. Стенка начинается возле расположенной на востоке подножия отрога оградки кургана-керексуры и протягивается по дуге на 305 м на запад, огибая подножие. В. В. Попов в своём отчёте указывал её длину в 865 шагов. Некоторые одиночные плиты стены достигают в высоту 1 м, которые когда то стояли вертикально, а сейчас наклонены в разной степени. Стенка находится на расстояние 15 — 40 см от начала склона горы и дальше это расстояние увеличивается до 20 м. В. В. Попов указывал, что между стенкой и горой находится до 15 могил, некоторые из которых были в хорошей сохранности. В настоящее время большинство наземных конструкций могил уничтожено, остались только некоторые крепиды, которые поддерживали надмогильные плиты. По мнению В. И. Ташака и Ю. Е. Антоновой, стенка отделяла мир профанный от мира сакрального.
Вторая рукотворная стенка, сложенная из необработанных каменных плит поставленных вертикально, расположена по краю крутого склона в 360 м на север от могил-керексур и 120 м выше их. Стена находится на расстоянии в 4-5 м от подножия скалы вместе с которым образует проход между склоном, который обрывается вниз. Нижняя часть прохода направлена на запад. Охватывая подножие скалы, стена уходит на север поднимаясь в гору. Длина тропы, которая проходит здесь, имеет длину около 50 м, причём стенка которая её отделяет от скалы прослеживается на протяжении 34 м, из которых более десятка метров состоит из единичных, сильно наклонённых или поваленных плит и камнях-крепидов. Лучше всего стенка сохранилась в нижней части.
Тропа, проходящая у второй стенки, на севере входит в естественный жёлоб, сформировавшийся в результате разрушения скалы. Этот жёлоб, длиной около 8 м, является нерукотворным элементом, входящим в культурный комплекс «Меркитской крепости». После выхода из жёлоба тропа ведёт на плоскую вершину скалы. Скала своим острым мысовидным окончанием направлена на юг, её западный край, отвесно обрываясь вниз, тянется на север на 150 м. Высота отвесной скалы — 40 м, включая завалы камней у подножия. Плоская вершина скалы, на мысовидном окончании, ограничена с юга и запада отвесными обрывами. В восточной части скала заканчивается у выхода из естественного жёлоба. На севере площадка ограничивается крутым склоном на котором произрастает реликтовый абрикос. В 80 м на север от жёлоба, над площадкой, возвышается ещё одна скала, в восточной части которой находится крутой обрыв. На западе от этой скалы, расположена террасовидная поверхность, в которую переходит площадка и «которая венчает первый скалистый уступ».
На плоской вершине находится ещё одна рукотворная каменная конструкция в виде вала сложенного из необработанных скальных обломков. Этот вал отделяет площадку от склона и проходит по её краю, подчёркивая восточную границу площадки. Вал начинается немного южнее выхода из каменного жёлоба и протягивается на 85 м до подножия второй скалы, расположенной на севере. По мнению В. И. Ташака и Ю. Е. Антоновой этим валом выделялась сакральная площадь — площадь проведения обрядов.

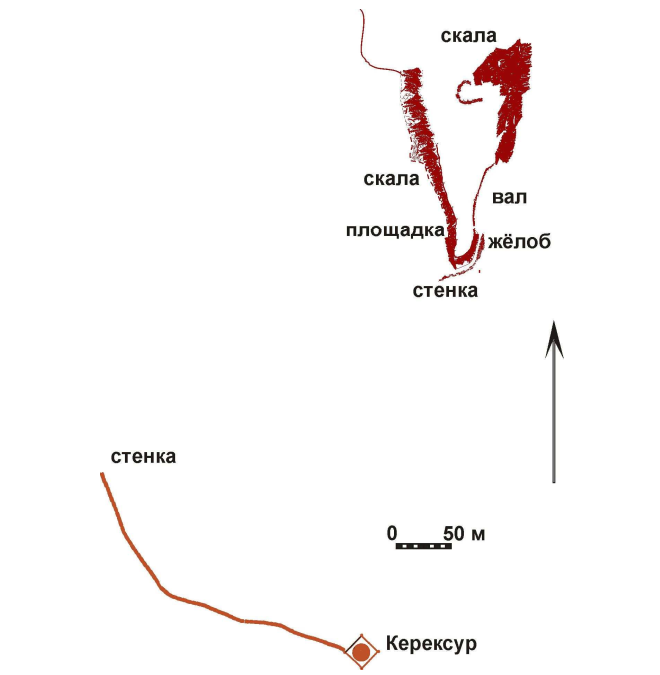
Схема взаиморасположения нижней стенки и первой площадки
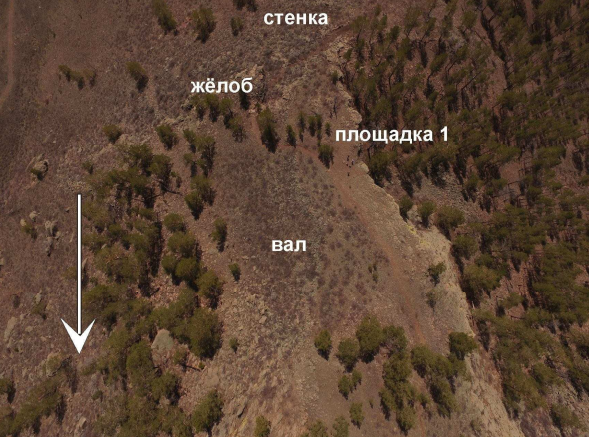
Первая площадка (вид сверху)
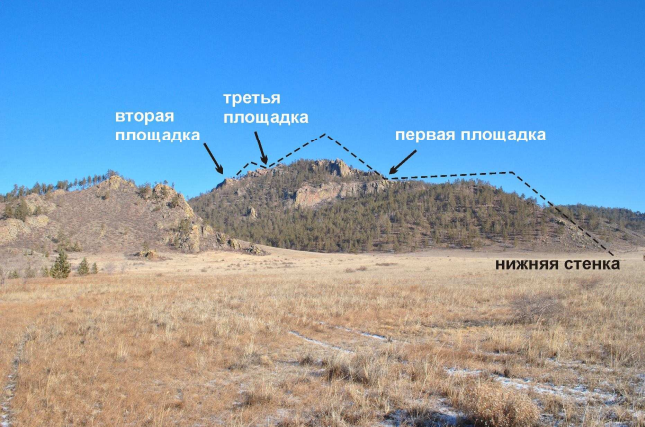
Основные структуры святилища Шара-Тэбсэг (вид с юго-запада)

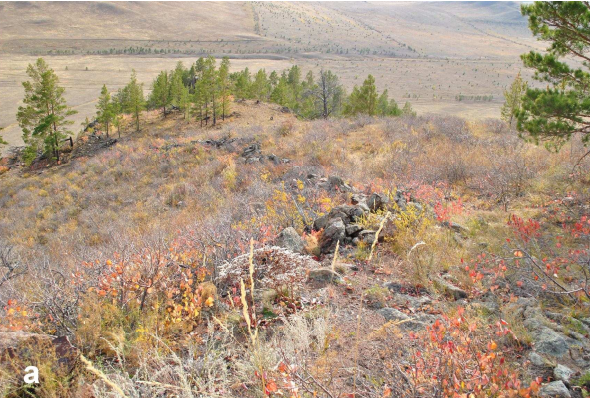
Вал, ограничивающий первую площадку с востока
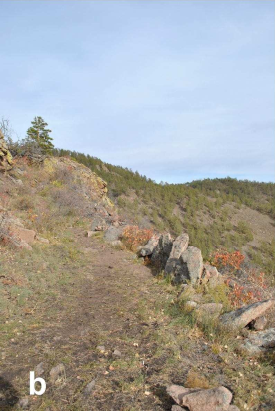
Фрагмент стенки
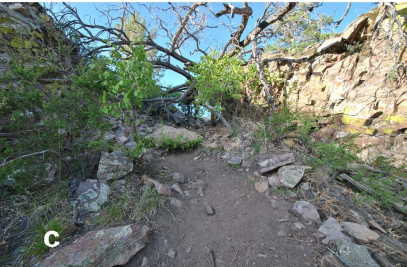
Естественный проход в скале у первой площадки

### Использование святилища для астрономических наблюдений

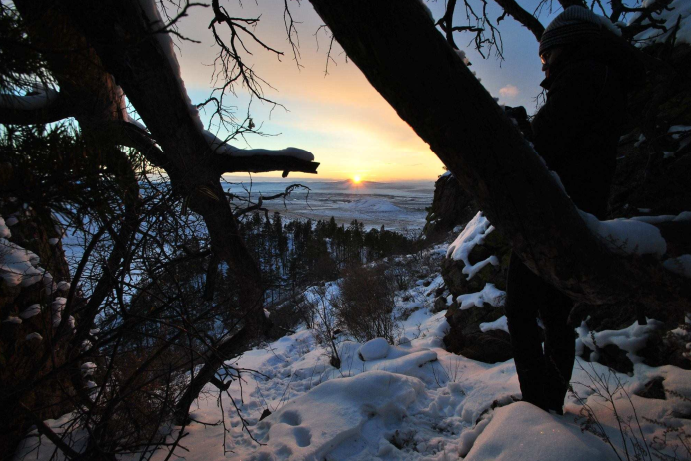
Заход солнца в дни зимнего солнцестояния (вид из центра естественного жёлоба). Солнце «скатывается» по склону горы

Первая площадка значительно крупнее остальных двух. По мнению В. И. Ташака и Ю. Е. Антоновой находясь в середине жёлоба, которым завершается подъём на вершину, можно наблюдать, как заходит солнце в дни зимнего солнцестояния. При наблюдении захода солнца с этого места видно, что солнечный диск касается горной вершины, расположенной в 24 км на юго-запад. На самом деле солнце заходит за небольшой горный хребет, обращённый длинной осью к Шара-Тэбсэг, в связи с чем хребет видится с этого места как одиночная гора с длинными и покатыми западными склонами. Коснувшись вершины горы, солнечный диск медленно движется по поверхности склона, и только коснувшись подножия, скрывается за горизонтом. Как предполагают В. И. Ташак и Ю. Е. Антонова, это явление было подмечено ещё в эпоху бронзового века, что и послужило побудительным мотивом строительства ограждения для тропы, ведущей к жёлобу. При этом ограждение было выведено на запад. Поскольку природный объект оказался ориентированным на астрономически значимое явление, В. И. Ташак и Ю. Е. Антонова предположили, что строительство стенки из вертикально поставленных плитчатых обломков скал также было направлено на фиксацию астрономического явления.
Подобное наблюдение было сделано при изучении Стоунхенджа — в 1901 году астроном Норман Локьер первый научно доказал идею об астрономической ориентации Стоунхенджа. Как описывают В. И. Ташак и Ю. Е. Антонова, находясь в центре первой площадки Меркитской крепости, в его западной части, можно наблюдать заход солнца по центру тропы в дни весеннего равноденствия. Причём они предполагали, что здесь могли находиться какие-то визирные столбы, но в настоящее время следов их строительства не наблюдается, да и сама стенка сильно повреждена. Подобные астрономические явления также фиксировалась при наблюдении захода солнца в дни весеннего равноденствия в Восточном Казахстане, когда солнце, касаясь вершины горы, начинает «скатываться» по её склону.

### Структурные элементы в северной части святилища
Ещё одна плоская площадка на вершине скалы (по обозначению В. И. Ташака и Ю. Е. Антоновой — «площадка 2»), расположенной в 400 м на север от северной оконечности искусственного вала, представлена плавно вогнутым углублением (заполненным дресвой, щебнем, песком и всё это перекрыто дерновым покровом) в скале с широкими бортами с запада и севера. Площадка выдвинута на запад от западного склона отрога. Вторая площадка находится выше первой на 70 м. На востоке она ограничена скалой. С южной стороны площадка открыта на юг — борта в этой части низкие.
На северо-восточной части борта второй площадки по скальной поверхности построена стена из вертикально поставленных плиточных обломков скал. Эта стенка похожа на первую стенку, расположенную у отрога, и на вторую стенку, расположенную у подножия скалы. Стенка, протяжённостью около 3 м, ориентирована почти строго на север. В разрыве скалы, которая ограничивает вторую площадку с севера, проложены камни, представляющие собой «перемычку» замыкающей пространство между скал.
В 80 м на юго-восток от второй площадки и в 30-37 м выше её находится искусственный вал (по обозначению В. И. Ташака и Ю. Е. Антоновой — «вал 2») и площадка (по обозначению В. И. Ташака и Ю. Е. Антоновой — «площадка 3») между скал. Вал проходит по горному гребню, замыкая цепь между двух скал и ограничивая площадку с севера и севера-востока. Вал имеет длину около 30 м. Площадка открыта на юг и юго-запад, а её поверхность плавно понижается в южную сторону. По центру площадки установлен небольшой продолговатый скальный обломок, основание которого закреплено камнями крепидами.
Последний рукотворный объект находится в 15 м юго-восточнее вала третьей площадки — ещё один каменный вал длиной около 12 м, носящий название «дальний вал». Этот рукотворный объект расположен между скалами и выложен поверх естественных скальных выходов по гребню отрога. От вала третьей площадки он отделен невысоким скальным массивом.

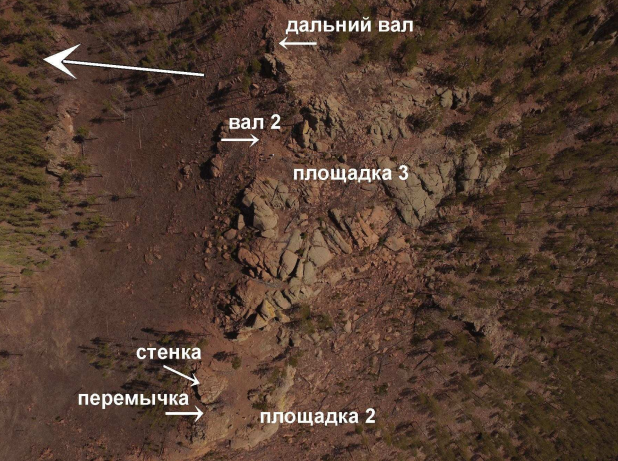
Вторая и третья площадка (вид сверху)
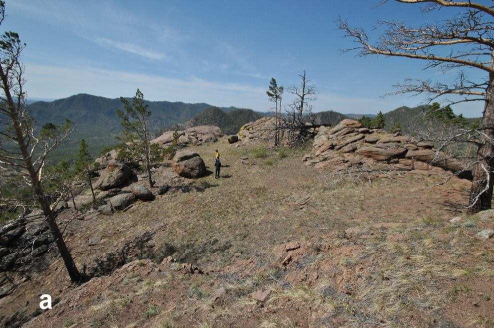
Вторая площадка (вид с востока)
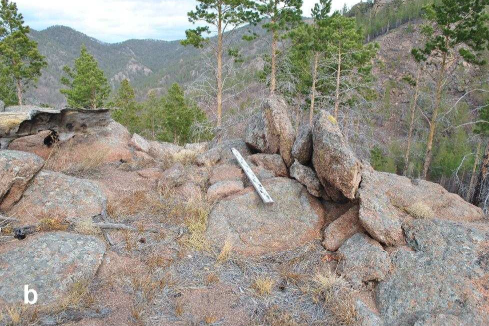
Стенка, возведенная на поверхности скалы (вид с юга)
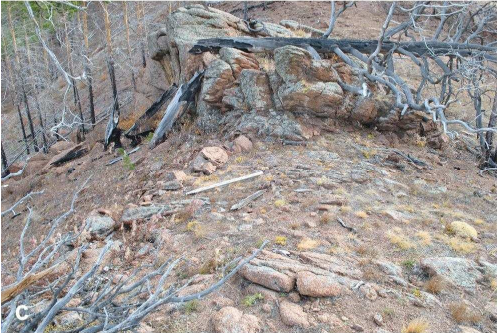
Перемычка между скал из цепочки камней
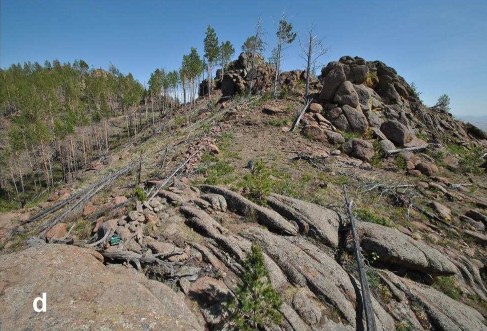
Второй вал (вид с запада)
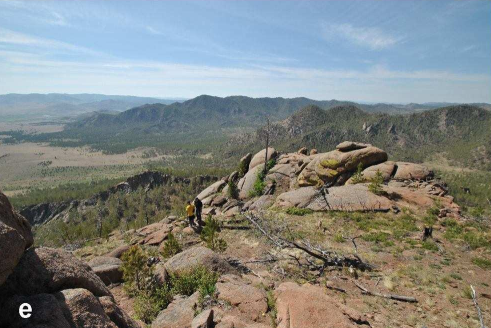
Третья площадка (вид с востока)
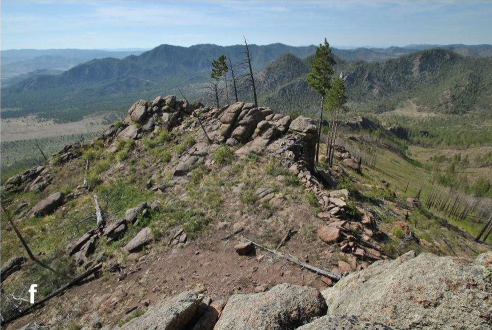
Дальний вал (вид с востока)

### Крепость или нет?
По словам доктора исторических наук, главного научного сотрудника ИМБТ СО РАН Б. Р. Зориктуева, Меркитская крепость это больше природное сооружение, но со следами деятельности человека. Также по словам Б. Р. Зориктуева и А. В. Тиваненко, возможно, что известная из «Сокровенного сказания монголов» крепость Тайлахан это и есть Меркитская крепость.
А. В. Тиваненко описывал памятник как крепость, которая не имела привычный европейцам вид. Её стены были сложены из поставленных на ребро брёвен, которые закреплялись снизу камнями. Брёвна после опустошения крепости упали, а от самой стены остались только камни. Также А. В. Тиваненко считал, что пещеры, расположенные в пределах крепости, были рукотворными.
В то же время, согласно проведённым исследованиям на Шара-Тэбсэг, В. И. Ташак и Ю. Е. Антонова отрицают что здесь могла располагаться крепость. На археологическом объекте ими не было выявлено материалов характерных для долговременных стоянок. Среди находок преобладают фрагменты керамики, украшения, железные ножи, обломки изделий из бронзы. Обилие украшений в виде различных бус и подвесок говорит о жертвенном характере материала и недолговременном пребывании людей на различных святилищах. Выше указанные артефакты оставлялись здесь намеренно, а не были случайно утеряны, они не сопровождаются бытовыми отходами, которые здесь должны были быть при постоянном или долгосрочном пребывании людей. Все площадки как Гэр-Шулууна, так и Шара-Тэбсэг труднодоступны, лишены воды, открыты ветрам, что делает их некомфортными даже для кратковременного пребывания людей. Кроме этого, все площадки небольшие по площади и, по мнению В. И. Ташака и Ю. Е. Антоновой, не могут вместить более нескольких человек, тем более не предназначены для обеспечения обороны. Исключение составляет первая площадка: её поверхность больше, но и она, по мнению В. И. Ташака и Ю. Е. Антоновой, может вместить только несколько десятков человек. Согласно А. В. Тиваненко, в Меркитской крепости могло укрыться население долин Тугнуя и Хилка, но такого количества людей, как предполагают В. И. Ташак и Ю. Е. Антонова, не вместит вся первая площадка с прилегающим к ней с северо-запада уступом, протянувшимся на 100 м севернее площадки. По археологическим данным такое количество людей одновременно здесь никогда не находилось.
А. В. Тиваненко в 1998 году описывал, что в скалах делались специальные углубления для хранения запасов воды, но, согласно В. И. Ташаку и Ю. Е. Антоновой, это не соответствует действительности. Наблюдаемые раскопы с северной стороны первой площадки Гэр-Шулуна были сделаны в недавнем прошлом. В. В. Попов пишет в отчёте, что местные буряты в начале XX века предпринимали здесь раскопки в поисках драгоценностей. Последнее вполне обосновано, поскольку различные украшения здесь оставлялись в качестве жертвоприношений на протяжении длительного времени. В настоящее время на площадках Шара-Тэбсэг и Гэр-Шулууна можно наблюдать обилие мелких ям, оставленных чёрными археологами, вооружёнными металлоискателями.

## Туризм

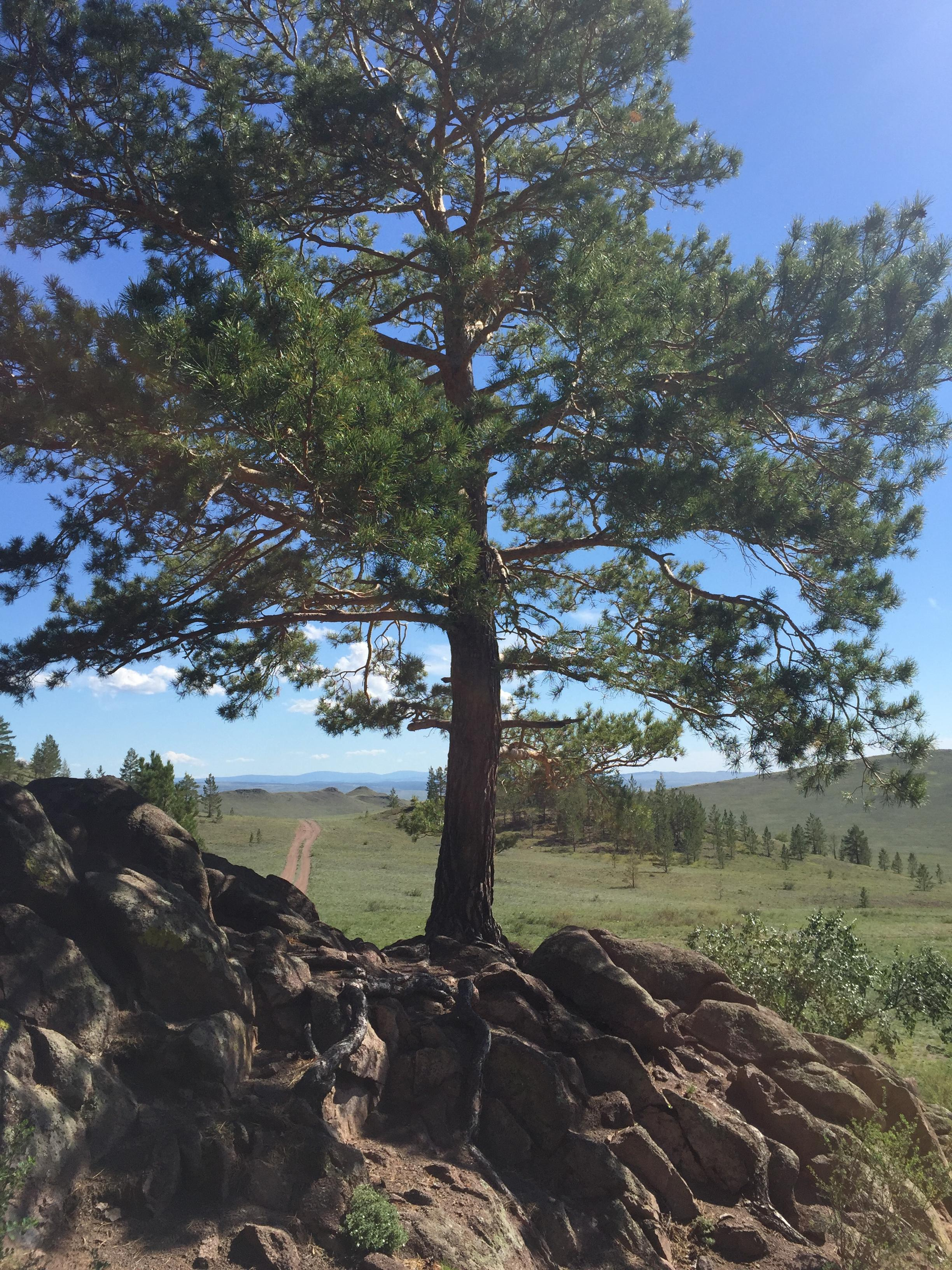
Один из видов Меркитской крепости

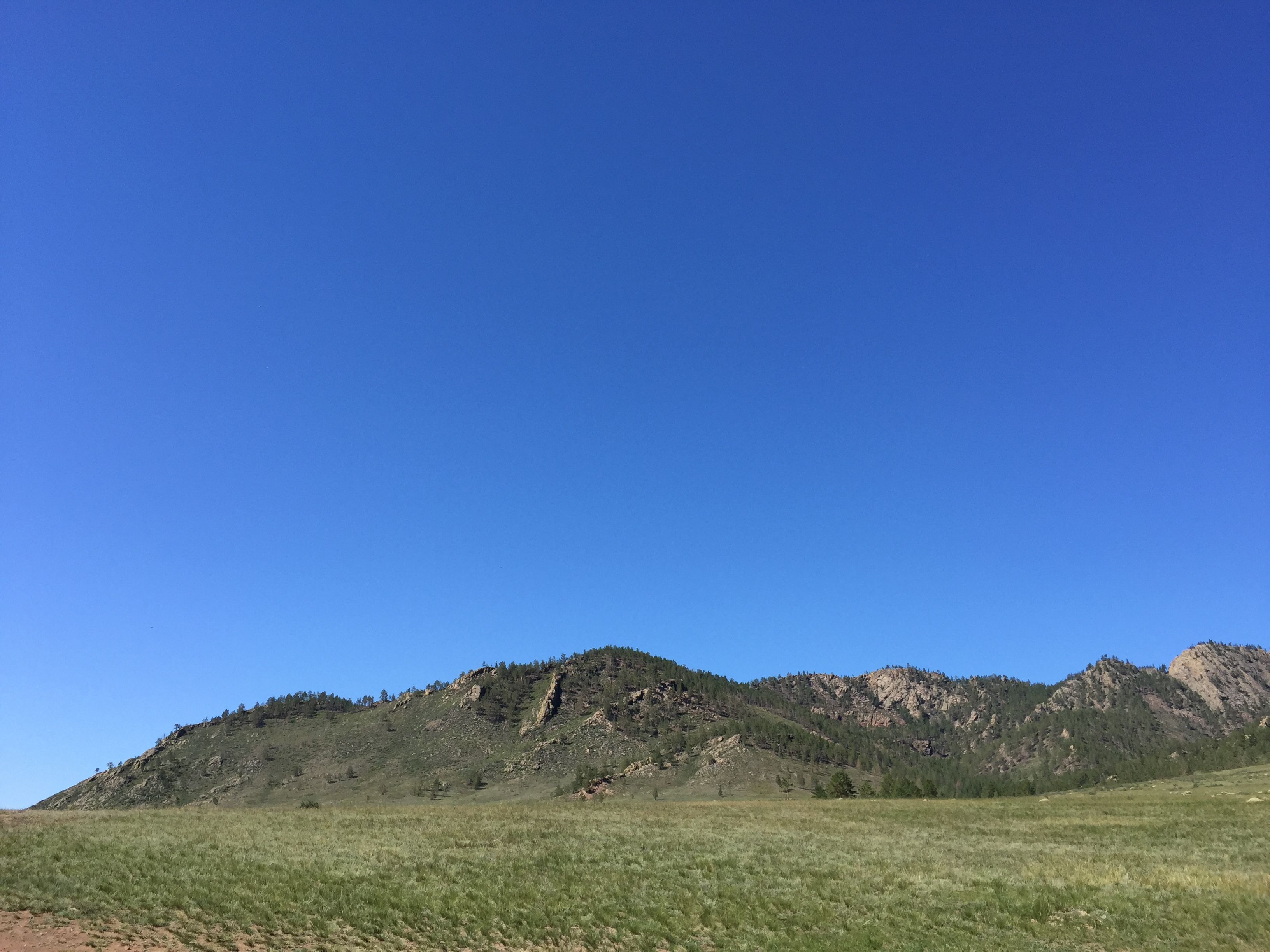
Один из видов Меркитской крепости

Меркитская крепость одно из популярных туристических маршрутов на территории Бурятии, начиная с 1990 годов поток туристов сюда непрерывно растёт. Всего же неорганизованные туристические маршруты на территории местности «Хайласын», в том числе «Меркитской крепости», существуют более 30 лет. Сезон, когда наблюдается основной поток туристов — месяц цветения абрикосов, количество посетителей в эти дни может доходить до 200 человек в сутки и более. По данным НКО «Хайласын» и Пономаренко С. В., пятого сентября 2020 года памятник посетило 400 случайных туристов. В мае и июне, по данным компаний, организующие туры в «Меркитскую крепость», памятник посещают около 4000-4500 туристов. Количество туристов, которые приезжает сюда сами, а не в рамках организованной экскурсии, подсчитать невозможно. Посетителями археологического объекта являются: туристы, которые приезжают на своем транспорте; организованные туристы, которые участвуют в турах, организованных местными туроператорами; местные посетители, например, школьники и взрослые из близлежащих населенных пунктов.
До Меркитской крепости не ходит общественный транспорт, добраться можно либо на своей машине (от Улан-Удэ до расположения памятника полтора часа езды — 110 км), либо с экскурсией. Подъём на вершину занимает два — три часа неспешного хода. Пешеходная тропа, на 2021 год, доступна с шести утра и до шести вечера, а её пропускная способность — 4800 посетителей в день.
Согласно классификации экологических туристических троп в Центральной экологической зоне Байкальской природной территории по постановлению Правительства Республики Бурятия, неорганизованная туристическая тропа на территории памятника на 2021 год относится к сложной (ширина от 0,3 до 0,6 метра, уклон около 20 процентов) и самой сложной (ширина от 0,3 до 0,6 метра, уклон около 40 процентов) категории. Из-за наличия на неорганизованной туристической тропе сложных участков, её прохождение может вызывать затруднения у физически неподготовленных людей, поэтому полное прохождение маршрута доступно ограниченному количеству посетителей. Основная часть из них, особенно семьи, проходят только ⅓ часть маршрута, обходя самые сложные, но в то же время самые привлекательные участки пешеходной тропы.
В 2021 году НКО «Хайласын» на памятнике начала строительство экологической тропы. Согласно плану общая протяженность экологической пешей тропы Меркитской крепости должна составить 5,2 км. Начало тропы будет находиться рядом с автомобильной парковкой, откуда открывается вид на гору Шара-Тэбсэг. Вместимость парковки составит 20-30 автомобилей. Первая часть маршрута будет оборудована знаком парковки и шлагбаумом. Длина этой части тропы составит 840 м. Вторая часть маршрута пешеходной тропы будет доходить до точки подъёма на гору Шара-Тэбсэг и иметь длину 1040 м. Рядом с точкой начала этой части тропы находится навес со скамейками и место для костра. Напротив навеса стоят два деревянных общественных туалета. Третья часть маршрута пешеходной тропы будет проходить от начальной точки подъёма на гору Шара-Тэбсэг до первой смотровой площадки. Длина этой части составит 580 метров. Начальная точка подъёма на гору Шара-Тэбсэг будет оборудована информационным стендом, на котором будет находиться общая информация об экологической пешеходной тропе и местности: протяженность, правила поведения и основные точки маршрута в виде карты. Четвёртая часть маршрута будет начинаться от первой смотровой площадки и доходить до второй. Её длина составит 200 метров. Эта часть тропы позволит увидеть живописную панораму Тугнуйской впадины. Здесь возможны камнепады и осыпание почвы. Пятая часть маршрута пешеходной тропы будет иметь длину 550 метров и проходить по чрезвычайно пересеченной местности. Шестая часть маршрута пешеходной тропы будет проходить от третьей смотровой площадки до места, откуда открывается вид на впадину. Длина составит 150 метров. Эта часть маршрута характеризуется довольно крутым подъёмом. Седьмая часть маршрута будет иметь длину 490 метров, здесь потребуется возведение ограждения краёв тропы. Восьмая часть маршрута будет самой длинной — 1380 метров и сложной частью — будет крутой спуск. На конец 2022 года экотропа, длиной 5,2 км, была построена.
В 2022 году на грант министерства туризма России (3 млн рублей из федерального бюджета и 1 млн рублей из республиканского) НКО «Хайласын» приступила к строительству туристического экопарка «Меркитская крепость». Стройка началась с постройки, справа от главной дороге в Мухоршибирский район, 15 туристических объектов, десять из которых — беседки. В сентябре 2022 года были открыты два кольцевых веломаршрута — 9 и 36 километров. По маршруту установлены указатели. Длинный веломаршрут проходит через абрикосовую рощу и Тугнуйскую долину.
В 2023 году была открыта новая экологическая пешеходная тропа длиной около 3,6 км, получившая название «Дорога любви Бортэ». Тропа начинается от «родника Чингисхана» и тянется к вершине горы Баян-Ундэр (бур. Баян γндэр — богатая высота), где она соединяется с другими экотропами парка. На тропе построены скамейки из повалившихся деревьев, смотровые площадки, маршрутные коридоры и повороты на серпантине, сделаны ступеньки, по краям тропа обложена камнями. Общая протяженность экотроп, включая новую, составляет около 9 км.
В мае 2025 года на территории памятника, при поддержке Фонда Президентских грантов, был открыт этно-комплекс «Созвездие Великой степи», который включает гуннскую землянку и несколько юрт с внутренним убранством по разным народам и эпохам — меркитская, тюркская, монгольская и бурятская. Установлены стенды, содержащие краткую научную информацию по гуннской, тюркской, меркитской и монгольской эпохам. За первые два дня этнокомплекс посетило около 700 человек, в основном школьники и студенты. Под эгидой Федерации этно-спорта Республики Бурятии в мае 2025 года на территории открытого этно-комплекса прошли спортивные состязания «Игры Степняков», включающие стрельбу из лука, традиционные бурятские игры (бросание кости на точность, Шагай наадан, Тэбэг), а также восхождение на вершину горы Шара-Тэбсэг. В дальнейшем на территории памятника планируется «Игры Степняков» проводить на регулярной основе.
В 2025 году на телеканале НТВ вышло продолжение телесериала «Топор» — «Топор. 1945. Июль», часть съемок которого проходило на территории Меркитской крепости.

### Экологические проблемы туризма

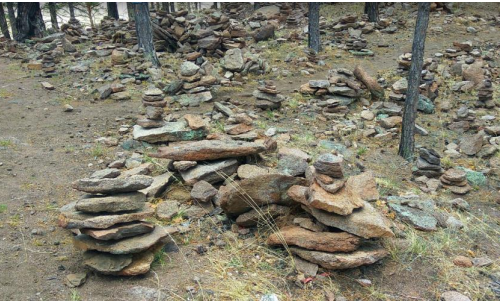
«Туры» на территории Меркитской крепости

Туризм также приносит памятнику вред. Так из-за неорганизованных пеших троп увеличивается антропогенное воздействие на основную трассу тропы в виде естественной эрозии почвы — туристами были вытоптаны мох и подлесок до минерального основания, из-за чего на части участках может быть риск камнепадов и осыпания почвы, что представляет опасность для посетителей и их передвижениям по пешеходной тропе. Посетители оставляют мусор вдоль троп, особенно на неконтролируемых, нетронутых участках с сетью мелких тропинок. Но кроме антропогенного воздействия на окружающую среду вокруг троп существуют и естественные причины разрушения почвы — весенние паводки и обильные летние осадки, из-за которых появляются ямы, выбоины и поднятия.
Из-за того что часть тропы проходит через абрикосовую рощу, а движение туристов по тропам носит хаотичный порядок, происходит механическое повреждение ветвей, корневой системы, а также вытаптывание молодых побегов деревьев, подлеска и мхов. На 2021 год, 20 процентов реликтовых деревьев абрикоса, расположенных в непосредственной близости от туристической тропы, имеют механические повреждения.
Из-за стихийных парковок автомобилей у подножия горы, что нарушает охранный статус природного объекта федерального значения смешанного могильника Хайласын, погибают уникальные растения, которые произрастают только здесь. Это также приводит к механическому повреждению археологического объекта. Из-за выкладывания туристами пирамидок, так называемые «тypы», из камней взятых с могильников, последние разрушаются. На 2023 год, для сохранности природы, на территории Меркитской крепости установлены специальные таблички и ограждения запрещающие проезд автомобилей.

## Легенды

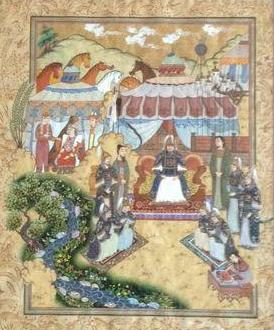
Чингисхан, его полководцы Джебе и Субэдэй, советник Елюй Чуцай, жена, дети и слуги

Согласно легендам племя меркитов похитило первую жену Чингисхана — Бортэ, и спрятало её за стенами Меркитской крепости. Чингисхан пришел сюда с четырёхтысячным войском и окружив крепость, взял её штурмом. После освобождения жены, Чингисхан и Бортэ встретились у родника, который теперь называется «родником Чингисхана». После битвы все мужчины племени меркитов, которые были выше колеса телеги, по приказу Чингисхана были казнены, а женщин и детей раздали по другим племенам. Таким образом народ меркитов прекратил своё существование. На одной из скал есть овальная дыра, которая согласно легендам образовалась от стрелы выпущенной рассерженным Чингисханом. Прямых доказательств, что здесь был Чингисхан нет. По этой же легенде в крепости в туннелях в глубине скалы хранилось всё золото и драгоценности племени меркитов — от 40 до 70 верблюжьих поклаж, которое после разгрома крепости не удалось найти. Поиски золота велись начиная с древности и заканчивая современностью — после них остались десятки шурфов, раскиданных вокруг горы.
Существует легенда о воине «Железная рука», который охраняет здесь свою невесту. Увидеть его можно то ли возле ручья, то ли возле камней, либо на вершине горы у сосны растущей из камня. По легендам «Железная рука» когда то служил Чингисхану и был одним из его лучших воинов. И однажды Чингисхан решил разбить меркитов, прятавшихся за крепостью, а среди них жила красивая девушка с именем «Ласточка». Чингисхан отправил разведывательный отряд с «Железной рукой» к меркитам, тогда то он впервые увидел «Ласточку». Предложил он ей убежать вместе с ним, суля богатства. Но ответила девушка, чтобы завтра он приходил к ручью, а сейчас уходил прочь. Узнал «Железная рука», что Чингисхан приказал своим воинам убить всех меркитов, тогда стал думать «Железная рука» как бы спасти девушку от гибели. При штурме меркитской крепости он сражался бесстрашнее всех и когда добрался до пещеры, то увидел, что его любимая уже мертва, но тут и его самого настигла смерть от стрелы.
На одном из склонов горы есть старинная пещера, которая в настоящий момент завалена камнями. Согласно легенде в этой пещере есть лаз, ведущий к сакральному месту — «Спящий Лев». На Меркитской крепости есть одно упавшее высохшее дерево, расположенное между двух камней, служащих проходом по тропе к вершине горы, по поверьям его нельзя обходить. Согласно легендам местных жителей, если пройти под деревом держа спину прямой и не касаясь телом ветвей, то человек излечится от болезней опорно-двигательного аппарата, а просто прикоснувшись к его стволу позабудешь все свои болезни. На всей площади Меркитской крепости есть несколько пещер, но заходить в них нельзя, так как могут обвалиться камни. Есть легенда, что если идти по тропе и взять с собой камень и разместить в самом, на свой взгляд подходящем месте (где его не сможет скинуть ни ветер, ни птица), то будет крепче здоровье, причем чем крупнее камень — тем лучше.
Неподалёку от Меркитской крепости расположены два священных камня, известных как «гудящие». Согласно легенде, к ним приезжают шаманы и люди которым нужна помощь. Один камень «помогает» от неудач в любви, второй «исцеляет» женщин от бесплодия. Для обряда исцеления необходимо обхватить один из камней, после чего он начинает «гудеть» и человек через камень получает энергетическую силу.
На вершине горы есть «каменный трон Чингисхана». Внизу горы протекает целебный ручей, дарящий здоровья, кто выпьет воды из него. Недалеко от Меркитской крепости находился монгольский Сутайский дворец.